# Suscévaz
Suscévaz je obec v západní (frankofonní) části Švýcarska, v kantonu Vaud, v okrese Jura-Nord vaudois. Žije zde 212 obyvatel.

## Geografie
Suscévaz leží v nadmořské výšce 445 m, vzdušnou čarou 5 km jihozápadně od okresního města Yverdon-les-Bains. Vesnice se rozkládá na severním okraji roviny Orbe, na jihozápadním úpatí hory Mont de Chamblon, ve střední části kantonu Vaud.
Rozloha obce o velikosti 4,2 km² zahrnuje část severní části střední části kantonu Vaud. Jižní část obce zabírá zemědělsky intenzivně využívaná rovina Orbe. Území se rozprostírá na jih přes kanálované toky Mujon, Canal Occidental a Thielle až téměř ke kanálu Oriental. Severně od vesnice zahrnuje obecní území částečně zalesněný západní svah Mont de Chamblon, který je oddělen údolím Bey od výšin Jury. Nejvyšší bod Suscévaz dosahuje 530 m n. m. na okraji Mont de Chamblon. V roce 1997 tvořily 5 % rozlohy obce zastavěné plochy, 11 % lesy a háje, 82 % zemědělská půda a něco málo přes 2 % neproduktivní půda.
Sousedními obcemi jsou Chamblon, Champvent, Ependes, Mathod a Treycovagnes.

## Historie
Obec je poprvé zmiňována v roce 1140 jako Subsilva. Později se objevily názvy Suceve (1315), Souceva (1368) a Suscéva (1536).
Od středověku byl Suscévaz součástí panství Grandson. Také premonstrátský klášter Lac de Joux (L’Abbaye) vlastnil základní práva na území vesnice. Po dobytí kantonu Vaud Bernem v roce 1536 přešel Suscévaz pod správu panství Yverdon. Po rozpadu Staré konfederace patřila obec v letech 1798–1803 v období Helvétské republiky ke kantonu Léman, který se poté s účinností mediační ústavy stal součástí kantonu Vaud. V roce 1798 byla přidělena k okresu Yverdon. Suscévaz nemá vlastní kostel, patří k farnosti Mathod. Do konce roku 1996 byla obec součástí okresu Yverdon, od roku 1997 se stala částí nového okresu Jura-Nord vaudois.

## Obyvatelstvo
| Rok            | 1803 | 1850 | 1900 | 1950 | 1970 | 2000 |
| Počet obyvatel | 121  | 180  | 144  | 178  | 138  | 178  |

93,3 % obyvatel hovoří francouzsky, 3,9 % portugalsky a 1,7 % německy (stav v roce 2000). Ke švýcarské reformované církvi se ve stejném roce hlásilo 61,8 % obyvatel, k církvi římskokatolické 19,1 % obyvatel.

## Hospodářství
Suscévaz byl až do druhé poloviny 20. století vesnicí, která se zabývala převážně zemědělstvím. I dnes má zemědělství (zejména pěstování zeleniny a cukrové řepy) a ovocnářství významný podíl na struktuře zaměstnanosti obyvatelstva. Na jižním svahu Mont de Chamblon se nachází malá vinařská oblast. Další pracovní místa jsou k dispozici v místním malém průmyslu a ve službách. V posledních desetiletích se Suscévaz vyvinul v rezidenční obec. Mnoho pracujících proto dojíždí za prací, zejména do Orbe a do oblasti Yverdonu.

## Doprava
Obec má dobré dopravní spojení. Leží na hlavní silnici z Yverdonu do Orbe. Suscévaz je napojen na síť veřejné dopravy díky autobusové lince, která jezdí z Yverdonu do Orbe.

## Fotogalerie

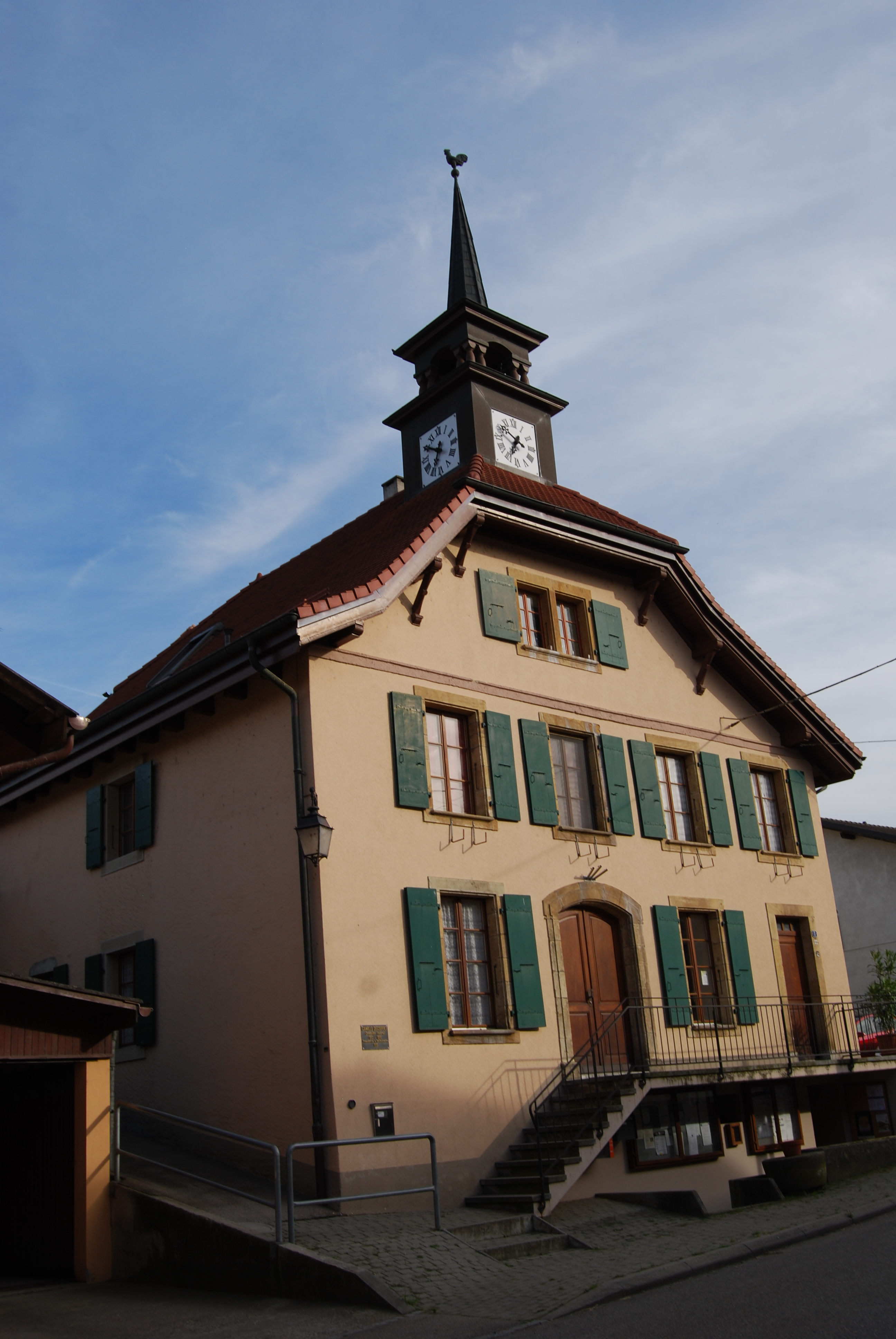
Suscévaz
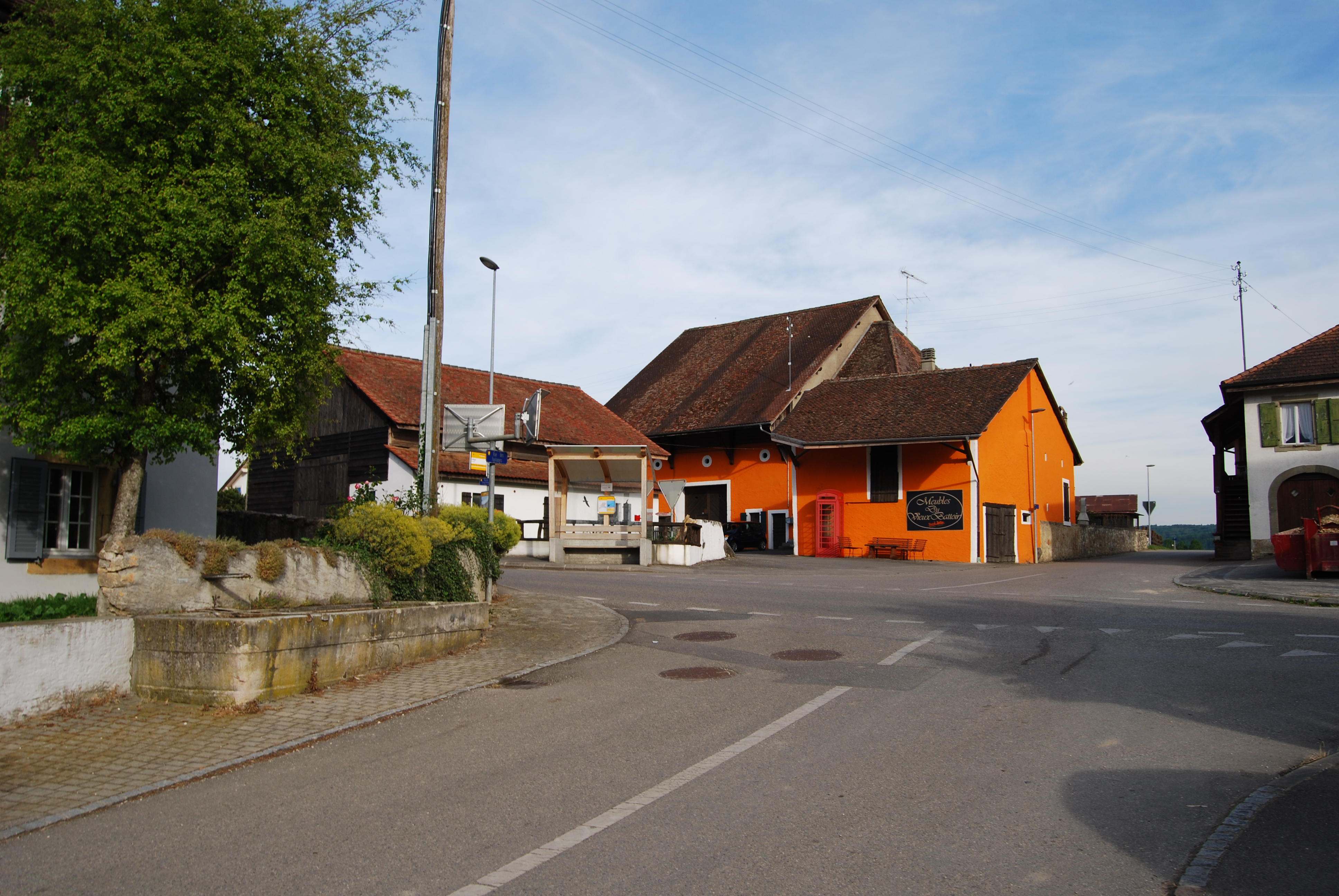
Suscévaz
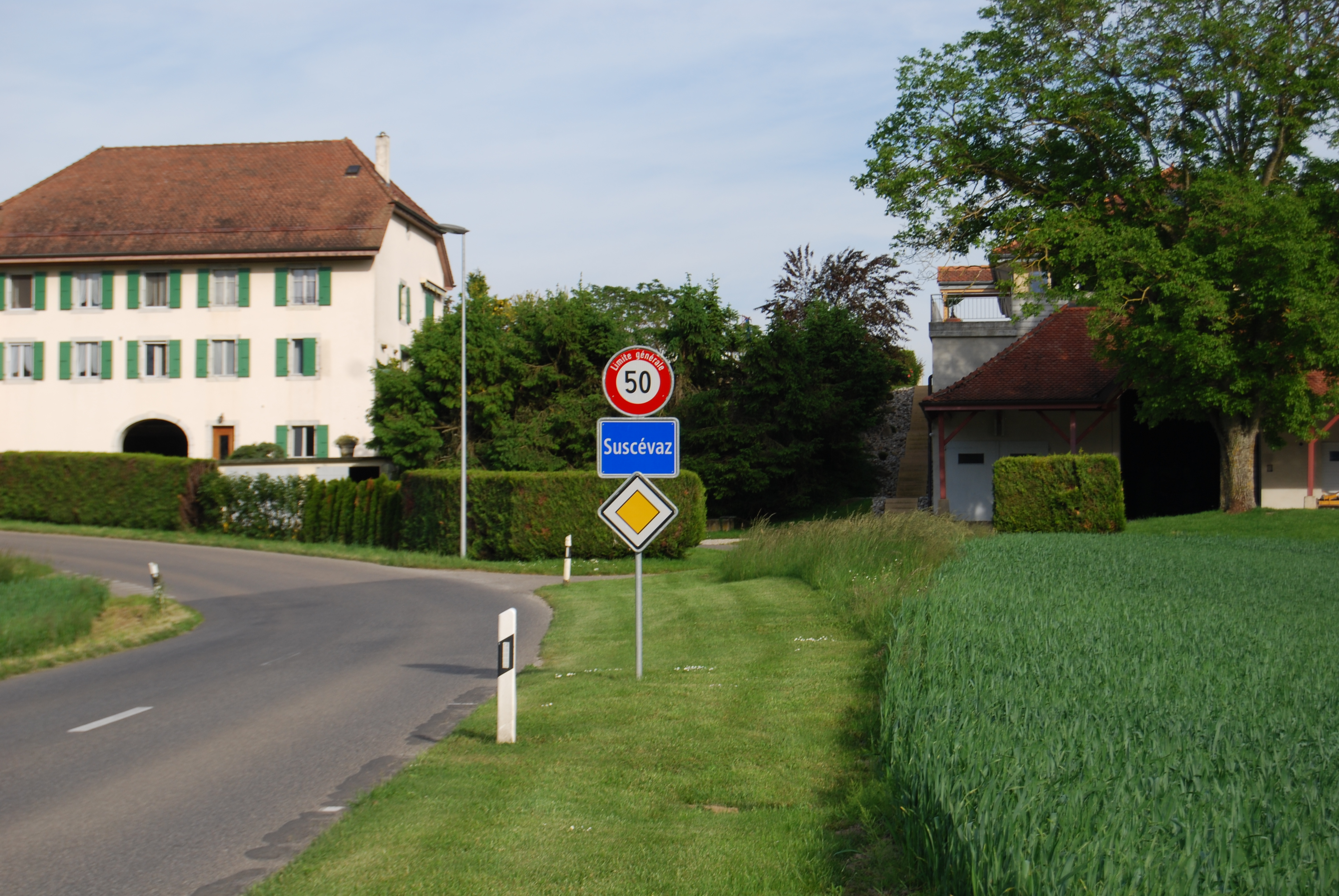
Suscévaz